# Seth Storrs

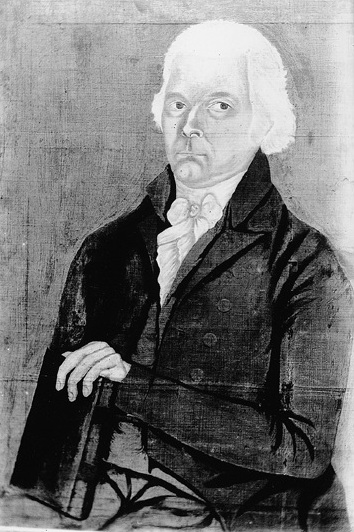
Seth Storrs

Seth Storrs (* 24. Januar 1756 in Mansfield, Colony of Connecticut; † 5. Oktober 1837 in Vergennes, Vermont) war ein Vermonter Politiker und Mitgründer des Middlebury Colleges. Von 1797 bis 1801 war er der zweite State Auditor von Vermont.

## Leben
Storrs wurde in Mansfield, Connecticut geboren. Seine Eltern waren Thomas Storrs (1717–1802) und Eunice Paddock Storrs (1719–1795). Seine Ausbildung machte er an der Yale University und schloss diese im Jahr 1778 ab. Einer seiner Tutoren war Timothy Dwight, mit ihm verband ihn eine lebenslange Freundschaft.
Nach seinem Abschluss gründeten Storrs, Dwight und andere Yale-Absolventen eine University-Preparatory-School in Northampton, Massachusetts. Dort unterrichtete Storrs 1783.
Im Jahr 1784 zog Storrs nach Bennington, Vermont und studierte dort Rechtswissenschaften mit einem anderen Yaler Mitstudenten, Noah Smith.
Nachdem er im Jahr 1787 seine Zulassung als Anwalt erhalten, hatte zog er nach Addison, dort eröffnete er eine Anwaltskanzlei. Im Jahr 1794 zog er nach Middlebury. Dort war er in der Kongregationalen Kirchengemeinde aktiv. Er diente dort von 1798 bis zu seinem Tod als Diakon, Schreiber und Kassierer.
Storrs war zudem in der Miliz und hatte den Rang eines Colonels inne.
Zusätzlich war Storrs aktiv in der Verwaltung seiner Gemeinde. Er übte in Addison vier Jahre das Amt des Stadtschreibers aus und in Middlebury hatte er dieses Amt von 1801 bis 1831 inne.
Im Jahr 1797 wurde Storrs zum State Auditor gewählt. Er übte dieses Amt bis 1801 aus.
Zudem war er im Jahr 1797 Mitglied der Gesellschaft, die die Addisson County Grammar School in Middlebury betrieb. Im Jahr 1799 gehörte er zu der Gruppe, welche das Middlebury College gründete. Als dies im Jahr 1800 den Betrieb aufnahm, gehörte Storrs zum Board of Directors. Er war ein Förderer des Colleges und stiftete das Land, auf dem sich der ursprüngliche Campus befand.
Seth Storrs war mit Electa Strong Storrs (1770–1842) verheiratet. Das Paar hatte acht Kinder, fünf Töchter und drei Söhne. Storrs starb am 5. Oktober 1837, während er Freunde in Vergennes besuchte. Sein Grab befindet sich auf dem Middleburys West Cemetery.